# Israël op het Eurovisiesongfestival 2008
Israël nam deel aan het Eurovisiesongfestival 2008 gehouden in Belgrado, Servië. De zanger Bo'az Ma'uda eindigde in de finale op de negende plaats met het liedje The fire in your eyes.

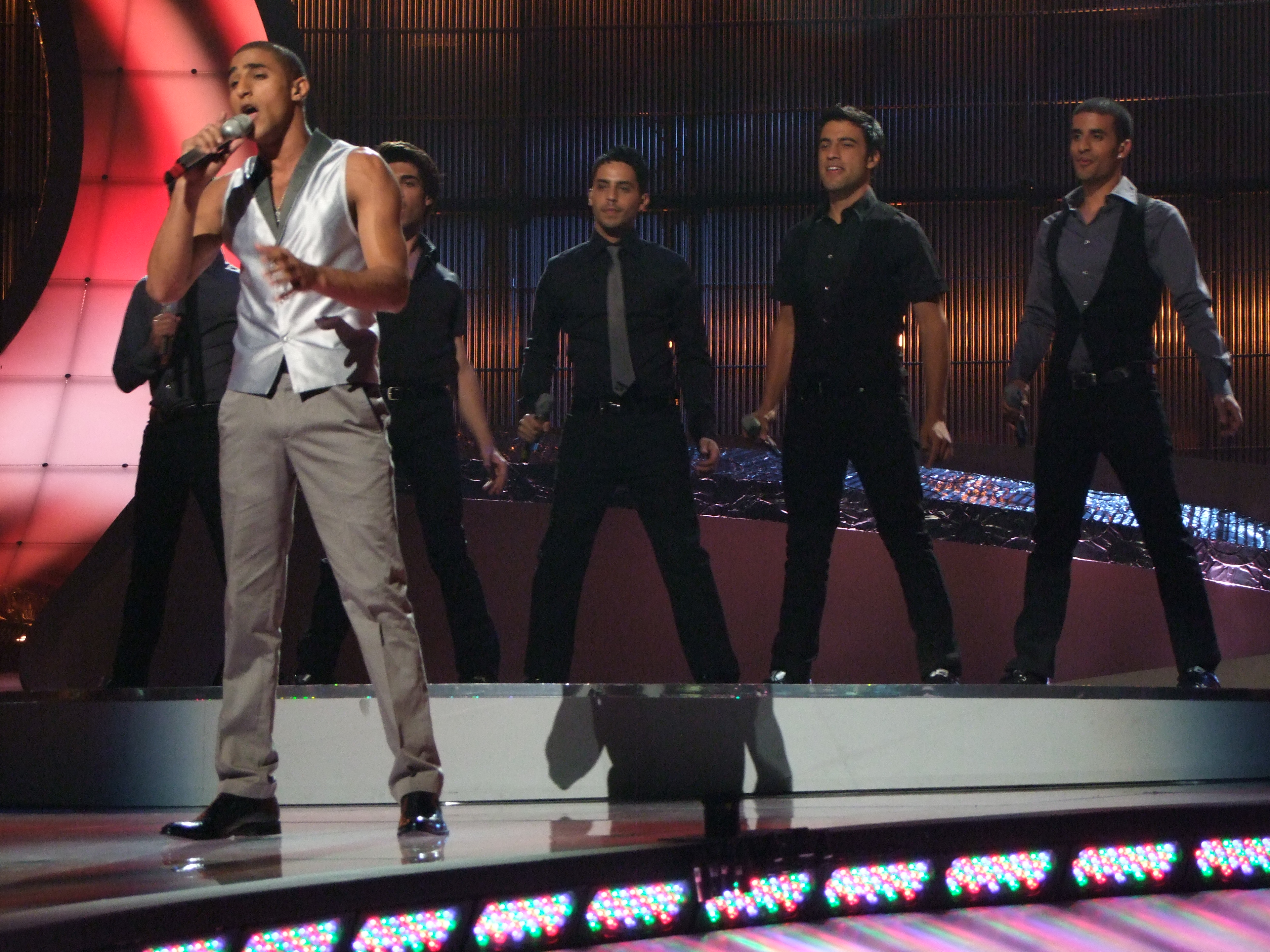
Bo'az Ma'uda tijdens het Songfestival van 2008

## Nationale selectie
Op 14 februari 2008 maakte de zender IBA bekend dat zanger Bo'az Ma'uda naar Belgrado zou afreizen om Israël te vertegenwoordigen tijdens het Eurovisiesongfestival 2008. De volgende liedjes werden door Mauda gezongen tijdens Kdam 2008. Het winnende liedje werd Ke'ilu Kan. Voor het Eurovisiesongfestival werd het lied naar het Engels verteld met als de titel The fire in your eyes.
- Ke'ilu Kan
- Masa Hayai
- Hine HaOr
- Bli Ahava
- Parparim

## In Helsinki
In de eerste halve finale trad Israël als tweede van 19 landen aan , na Montenegro en voor Estland. Het land behaalde een 5de plaats, met 104 punten, wat ruim voldoende was om de finale te bereiken.
België en Nederland hadden respectievelijk 7 en 6 punten over voor deze inzending.
In de finale moest men aantreden als zevende van 25 landen aan , na Bosnië en Herzegovina en voor Finland. Het land behaalde een 9de plaats, met 124 punten.
België en Nederland hadden respectievelijk 5 en 3 punten over voor deze inzending.

### Gekregen punten

#### Halve Finale 1
| 12 punten                                          | 10 punten                               | 8 punten  | 7 punten                     | 6 punten               |
| -------------------------------------------------- | --------------------------------------- | --------- | ---------------------------- | ---------------------- |
|                                                    | - Azerbeidzjan - Finland - Noorwegen    | - Rusland | - Andorra - Armenië - België | - Nederland - Roemenië |
| 5 punten                                           | 4 punten                                | 3 punten  | 2 punten                     | 1 punt                 |
| - Bosnië en Herzegovina - Griekenland - Montenegro | - Duitsland - Polen - Slovenië - Spanje |           | - San Marino                 |                        |

#### Finale
| 12 punten                                                        | 10 punten               | 8 punten                                                                        | 7 punten                | 6 punten                                              |
| ---------------------------------------------------------------- | ----------------------- | ------------------------------------------------------------------------------- | ----------------------- | ----------------------------------------------------- |
|                                                                  | - San Marino            | - Finland                                                                       | - Azerbeidzjan - Servië | - Armenië - Frankrijk - Moldavië - Roemenië - Rusland |
| 5 punten                                                         | 4 punten                | 3 punten                                                                        | 2 punten                | 1 punt                                                |
| - België - Bosnië en Herzegovina - Montenegro - Oekraïne - Polen | - Albanië - Wit-Rusland | - Duitsland - Georgië - Hongarije - Litouwen - Nederland - Noorwegen - Slovenië | - Cyprus - Kroatië      | - Griekenland - Zwitserland                           |

### Punten gegeven door Israël

#### Halve Finale 1
Punten gegeven in de halve finale:
| 12 punten | Rusland      |
| 10 punten | Armenië      |
| 8 punten  | Roemenië     |
| 7 punten  | Griekenland  |
| 6 punten  | Noorwegen    |
| 5 punten  | Azerbeidzjan |
| 4 punten  | Andorra      |
| 3 punten  | Ierland      |
| 2 punten  | Slovenië     |
| 1 punt    | Nederland    |

#### Finale
Punten gegeven in de finale:
| 12 punten | Rusland      |
| 10 punten | Oekraïne     |
| 8 punten  | Armenië      |
| 7 punten  | Noorwegen    |
| 6 punten  | Roemenië     |
| 5 punten  | Griekenland  |
| 4 punten  | IJsland      |
| 3 punten  | Azerbeidzjan |
| 2 punten  | Georgië      |
| 1 punt    | Zweden       |

1973 · 1974 · 1975 · 1976 · 1977 · 1978 · 1979 · 1980 · 1981 · 1982 · 1983 · 1984 · 1985 · 1986 · 1987 · 1988 · 1989 · 1990 · 1991 · 1992 · 1993 · 1994 · 1995 · 1996-1997 · 1998 · 1999 · 2000 · 2001 · 2002 · 2003 · 2004 · 2005 · 2006 · 2007 · 2008 · 2009 · 2010 · 2011 · 2012 · 2013 · 2014 · 2015 · 2016 · 2017 · 2018 · 2019 · 2020 · 2021 · 2022 · 2023 · 2024 · 2025